# .rs
.rs е интернет домейнът от първо ниво за Република Сърбия.
С въвеждането му през март 2008 година се преустановява възможността за регистриране на сайтове на официалния домейн .yu. Старият домейн ще бъде активен до 30 септември 2009 година, когато е и крайният срок за прехвърляне на всички сайтове и сървъри към домейна .rs.
Той е предназначен да бъде използван с малко ограничения и е широко използван в Сърбия. Поради английски думи, завършващи с буквите RS, този домейн се използва също и в изграждането на хаквани домейни, и проекти, написани на Rust.